# 西安 (漫画家)
西安（にしいおり）は、日本の漫画家、イラストレーター。男性。
2008年現在は主にワニマガジン社の『COMIC快楽天』で活躍している。

## 活動
現在『COMIC快楽天』に成人向け漫画を連載している。同雑誌の表紙も担当しており、作家持ち回りで2003年6月号から2004年5月号までは3ヶ月に一回、2004年6月号で鳴子ハナハルがそれに加わってからは4ヶ月に一回表紙を任されている。過去には茜新社のアンソロジー『園ジぇる』の表紙も創刊号から9巻で休刊するまで担当していた。また、カラーで漫画を描くことも多く、特に『快楽天』の連載「ざくろ」は全話フルカラーであった。
商業漫画以外にも同人活動を行なっており、現在は個人サークル「脱脂粉乳」として同人誌をコミックマーケットなどに出展している。

## 作品リスト

### 単行本
成人向け作品
- 『玉砕学園』 （1997年3月発売、メディアックス〈MDコミックス〉、ISBN 4-89613-295-5）
- 『超HUNTER RABURASU 出発編』 （1997年11月発売、ビブロス〈カラフルコミックス〉、ISBN 4-88271-548-1）
- 『怪訝の町 Tales of the moon』 （1999年3月発売、ビブロス〈カラフルコミックス〉、ISBN 4-88271-862-6）
- 『少女画報』 （2001年4月発売、桜桃書房〈EXコミックス〉、ISBN 4-7567-2477-9）
- 『超ハンターラブラス REMIX』 （2002年2月発売、大都社〈ダイトコミックス〉、ISBN 4-88653-732-4）
- 『玉砕学園 西安作品集』 （2003年1月発売、大都社〈ダイトコミックス〉、ISBN 4-88653-759-6）
- 『玩具姫』 （2003年3月19日発売[1]、コアマガジン〈メガストアコミックスシリーズ009〉、ISBN 4-87734-616-3）
- 『百華繚爛 西安画集』 （2003年12月発売、笠倉出版社〈SAKURA MOOK〉、ISBN 4-7730-9045-6）
- 『怪訝の町』 （2004年3月23日発売[2]、大都社〈ダイトコミックス〉、ISBN 4-88653-810-X）
- 『制服戯画 西安コスプレ短編集』[3] （2005年6月24日発売、ワニマガジン社〈ワニマガジンコミックススペシャル〉、ISBN 4-89829-794-3）
- 『妻漫』[4] （2007年5月11日発売、ワニマガジン社〈ワニマガジンコミックススペシャル〉、ISBN 978-4-86269-017-3）
- 『エプロンプレイ〜未亡人食堂繁盛記〜』[5] （2008年4月26日発売、ワニマガジン社〈ワニマガジンコミックススペシャル〉、ISBN 978-4-86269-054-8）
- 『LOVE DOLL』[6] （2009年5月30日発売、ワニマガジン社〈ワニマガジンコミックススペシャル〉、ISBN 978-4-86269-088-3）
- 『自慰支援委員会』[7]（2010年10月29日発売[8]、ワニマガジン社〈ワニマガジンコミックススペシャル〉、ISBN 978-4-86269-148-4）
- 『すくすくアイドル』[9] （2011年12月1日発売[10]、ワニマガジン社〈ワニマガジンコミックススペシャル〉、ISBN 978-4-86269-185-9）
- 『おとながおもちゃ』[11] （2012年12月27日発売[12]、ワニマガジン社〈ワニマガジンコミックススペシャル〉、ISBN 978-4-86269-228-3）
- 『不純異性』[13] （2014年6月30日発売[14]、ワニマガジン社〈ワニマガジンコミックススペシャル〉、ISBN 978-4-86269-317-4）
- 『ペンギン王国～学園初等部先生係のおしごと～』 （2015年7月28日発売[15]、茜新社〈TENMACOMICS LO #182〉、ISBN 978-4-86349-518-0）
- 『○○に処女を捧げてみた♡』[16] （2015年12月25日発売[17]、ワニマガジン社〈ワニマガジンコミックススペシャル〉、ISBN 978-4-86269-406-5）
- 『ゴム越しの感触』[18] （2017年5月31日発売[19]、ワニマガジン社〈ワニマガジンコミックススペシャル〉、ISBN 978-4-86269-492-8）
- 『オナニーフレンド』 （2018年9月27日発売[20]、ワニマガジン社〈ワニマガジンコミックススペシャル〉、ISBN 978-4-86269-586-4）
  - 売れ残り大バーゲン＜肉祭り＞ （COMIC快楽天 2017年2月号）
  - 売れ残り大バーゲン＜大決算セール＞ （COMIC快楽天 2017年4月号）
  - オナフレOFF会 （COMIC快楽天 2018年8月号）
  - 家出娘の巣 （COMIC快楽天 2018年4月号）
  - 家出娘の巣～友達となら平気～ （COMIC快楽天 2017年6月号）
  - 家出娘の巣～オフパコ争奪生配信!!～ （COMIC快楽天 2018年10月号）
  - 会長夫人 （COMIC快楽天 2018年2月号）
  - たそがれのサセ子さん （COMIC快楽天 2017年12月号）
  - はだか生活 （COMIC快楽天 2017年5月号）
  - ともだち母娘のナンパライフ （COMIC快楽天 2017年9月号）
  - ともだち母娘の彼氏彼女交換式 （COMIC快楽天 2017年10月号）
  - つつみこみ （COMIC快楽天 2017年8月号）
  - 「生」を主張する女の生の感触 （COMIC快楽天 2017年7月号）
  - ママ友 晩夏の親睦会 （COMIC快楽天 2016年10月号）
- 『どこかの部屋で』 （2021年6月15日発売[21]、ワニマガジン社〈ワニマガジンコミックススペシャル〉、ISBN 978-4-86269-785-1）
  - 正直者のクズが好き プロローグ （COMIC失楽天 2020年6月号）
  - 正直者のクズが好き （COMIC失楽天 2020年8月号）
  - 援交期 （COMIC失楽天 2019年10月号）
  - たいひでえられるじっかん （COMIC失楽天 2019年5月号）
  - 肉食系肉屋 （COMIC失楽天 2019年3月号）
  - 社長秘書セクハラ事案 （COMIC失楽天 2019年1月号）
  - まましか 前編 （COMIC失楽天 2021年1月号）
  - まましか 中編 （COMIC失楽天 2021年2月号）
  - まましか 後編 （COMIC失楽天 2021年3月号）
  - まましか エクストラ （COMIC失楽天 2021年4月号）
  - サダ子狂夜譚 （COMIC失楽天 2020年12月号）